# Mepachymerus gracilis
Mepachymerus gracilis är en tvåvingeart som först beskrevs av Malloch 1931.  Mepachymerus gracilis ingår i släktet Mepachymerus och familjen fritflugor. Inga underarter finns listade i Catalogue of Life.